# 维拉尔勒孔特
维拉尔勒孔特（法語：Villars-le-Comte）是瑞士联邦西部法语区的沃州下设的一个镇。在行政上属于布罗瓦-维利区管辖。维拉尔勒孔特的总面积为4.19平方公里。截至2010年底，总人口为145。